# Прапор Узбецької РСР
Прапор Узбецької РСР — республіканський символ Узбецької РСР. Затверджений 29 серпня 1952. 

## Опис
Блакитний колір на прапорі символізує небо, білий — бавовну, червоний — революційну боротьбу робітничих мас. Золоті серп і молот є символом об'єднання робочих та селян, а п'ятикутна зірка — символом пролетаріату. 

## Історія
До цього застосовувався червоний прапор з золотими написами на узбецькій мові (Ўзбекістон РСР) та російською (рос. Узбекская ССР) в лівому верхньому кутку. 
З 1937 та на початку 1940-х також використовувався червоний прапор із золотим написом латиницею OZBEKISTAN SSR і кирилицею Узбецька РСР в лівому верхньому кутку. 
У 1931-1937 затверджений прапор з абревіатурою УзРСР. 

## Галерея

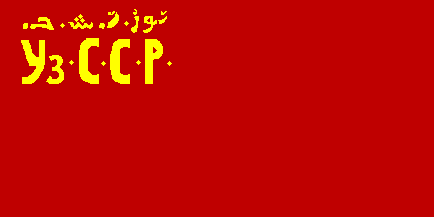
З 22 липня 1925 по 9 січня 1926
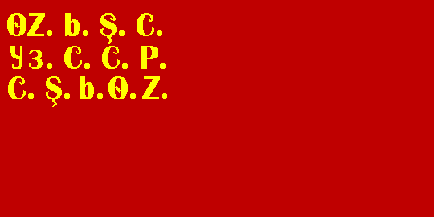
З 9 січня 1926 по 1931
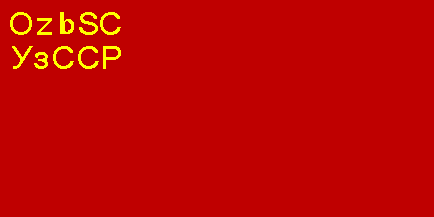
З 1931 по січень 1935
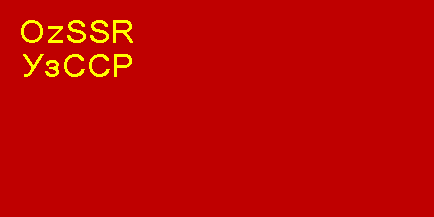
З січня 1935 за 1937
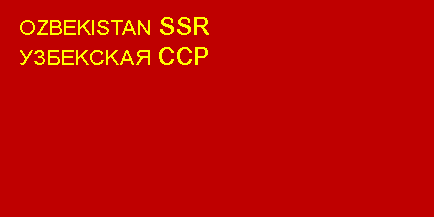
З 1937 по 16 січня 1941
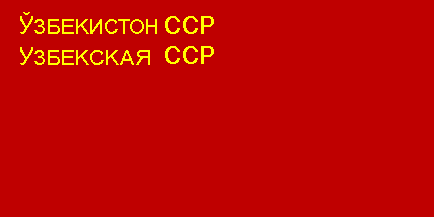
З 16 січня 1941 по 29 серпня 1952
з 29 серпня 1952 по 18 листопада 1991